# Joakim Söndergaard
Joakim Söndergaard, född 12 maj 1971 i Lerum, är en svensk fotbollsspelare. Han fostrades som fotbollsspelare i Lerums IS. Senare gick han tillbaka till moderklubben Lerums IS, som spelar i Division 3, men under sin karriär som fotbollsspelare hann han förutom sejouren i Lerums IS med att spela i klubbar såsom Jonsereds IF, Floda BoIF och BK Häcken. Ett antal allsvenska matcher för just BK Häcken står också på meritlistan. Där spelade han åtta säsonger, flera av dem som lagkapten. Av totalt 310 matcher för klubben var 75 av dem i Allsvenskan.

### Fotnoter
1. ↑  Mrkoll, läs online.[källa från Wikidata]
2. ↑  FootballDatabase.eu, FootballDatabase.eu person-ID: 173935.[källa från Wikidata]
3. ↑  ”Joakim trivs med livet” (på svenska). Lerums tidning. 12 maj 2011. Arkiverad från originalet den 16 augusti 2019. https://web.archive.org/web/20190816165501/https://www.lerumstidning.se/2011/05/joakim-trivs-med-livet/. Läst 16 augusti 2019.